# Adapantus pragerorum
Adapantus pragerorum är en insektsart som beskrevs av Naskrecki 2008. Adapantus pragerorum ingår i släktet Adapantus och familjen vårtbitare. Inga underarter finns listade i Catalogue of Life.